# Didier Martin
Pour les articles homonymes, voir Martin et Didier Martin (écrivain).
 (juillet 2017).
Didier Martin, né le 20 août 1956 à Clichy (Seine), est un homme politique français, membre du parti Renaissance.
Il est élu député de la première circonscription de la Côte-d'Or en 2017 et réélu en 2022. Lors des législatives de 2024 et à la suite de la dissolution de l’Assemblée Nationale par Emmanuel Macron, Didier Martin n’est pas réélu avec cependant 34,36% des voies.

## Biographie

### Carrière professionnelle
Élève au collège puis au lycée Carnot à Dijon, Didier Martin intègre en 1975 la faculté de médecine de Dijon. En 1984, il commence sa carrière de praticien hospitalier en radiologie au centre hospitalier universitaire Dijon-Bourgogne. Il lance en 1997 l’activité de « neuroradiologie interventionnelle » pour la prise en charge des accidents vasculaires cérébraux.
- 1975 : faculté de médecine de Dijon
- 1984 : praticien hospitalier en radiologie au CHU de Dijon
- 1997 : activité de « neuroradiologie interventionnelle »
- 2017 : quitte ses fonctions au CHU

### Carrière politique
En 1995, Didier Martin, alors membre du Parti radical de gauche (PRG), est élu conseiller municipal de la ville de Dijon. En 2004, il est élu conseiller régional de Bourgogne (2004-2010 puis 2015-2016). Il devient en 2001 adjoint au maire de Dijon, délégué au tourisme et au congrès. Il est, de 2001 à 2017, vice-président du Grand Dijon, devenu Dijon Métropole, chargé des finances puis du développement économique. Il sera par ailleurs président de l'office de tourisme de Dijon de 2001 à 2017, président du comité régional de tourisme de Bourgogne de 2004 à 2015 et président de l'agence de développement économique du Grand Dijon de 2008 à 2014. 
Candidat de La République en marche aux élections législatives de 2017 dans la première circonscription de la Côte-d'Or, Didier Martin arrive en tête du premier tour, avec 36 % des voix. Il est élu député au second tour, avec 54 % des voix face au divers droite François-Xavier Dugourd. À l'Assemblée nationale, il est membre du groupe parlementaire La République en marche, siège à la commission des affaires économiques (2017-2020) puis à la commission des affaires sociales.
Il est co-rapporteur, en 2019, de la mission d'information commune sur les produits phytopharmaceutiques, chargée de formuler des propositions pour réduire l'usage des pesticides et notamment du glyphosate.
Il est candidat à sa réélection pour les élections législatives anticipées de 2024. Arrivé en deuxième position au premier tour le 30 juin, derrière la candidate du Nouveau Front populaire mais devant la candidate du Rassemblement national, il décide de maintenir sa candidature au second tour.

## Détail des fonctions et mandats et politique
- 1995-2001 : conseiller municipal de Dijon
- 2001-2017 : adjoint au maire de Dijon et délégué au tourisme et aux congrès
- 2004-2010 puis 2015-2016 : conseiller régional de Bourgogne
- 2001-2017 : vice-président du Grand Dijon, chargé des finances puis du développement économique
- 2017 : député de la 1re circonscription de Côte-d'Or

## Controverses

### Office du tourisme
À la fin de mai 2017, le parquet de Dijon ouvre une enquête préliminaire contre lui pour tentative d’escroquerie au jugement dans la procédure de licenciement d’une salariée,, soupçonné d'avoir demandé à des employés de rédiger de faux témoignages pour faire licencier une salariée. Il nie en bloc et parle de « complot politique, organisé par [s]es adversaires »,. L'enquête note également « de nombreuses notes d’hôtels et de restaurants [qui] interrogent, réglées avec la carte bleue de l’Office du tourisme, donc de l’argent public ». Néanmoins, le procureur de la République de Dijon, Eric Mathais, considère les charges insuffisantes pour la poursuite de l'instruction et classe la plainte sans suite. 

### Tentatives de caviardage de l'article Wikipédia
Selon le Nouvel Obs, lors de la création de cet article le 21 juin 2017 à la suite des élections législatives, des « tentatives de censure » et des interventions « visiblement partisanes » ont été enregistrées.